# 18Y busz (Debrecen)
A debreceni 18Y jelzésű autóbusz a Nagyállomás és a Széna tér között közlekedik. A viszonylatot a Debreceni Közlekedési Zrt. üzemelteti.

## Története
A 18Y autóbusz 1997. április 1-én indult a Nagyállomás - Homokkerti felüljáró - Mikepércsi út - Monostorpályi út - Alma utca - Kaskötő utca - Széna tér útvonalon. 2002. augusztus 1-én vált hurokjárattá, ekkor vezették be a körjárat rendszert. A 18Y az óra járásával ellentétes irányban járja be a hurkot. 2005. április 1-től a Monostorpályi út helyett a Leningen utcán közlekedik.

## Útvonala
| Év        | Végállomások            | Útvonal oda                                                                        | Útvonal vissza                                                                                         |
| --------- | ----------------------- | ---------------------------------------------------------------------------------- | --- |
| 1997-2002 | Nagyállomás – Széna tér | Homokkerti felüljáró – Mikepércsi út – Monostorpályi út – Alma utca – Kaskötő utca | Kaskötő utca – Alma utca – Monostorpályi út – Vécsey utca – Szabó Kálmán utca – Homokkerti felüljáró   |
| 2002-2005 | Nagyállomás – Széna tér | Homokkerti felüljáró – Mikepércsi út – Monostorpályi út – Alma utca – Kaskötő utca | Cseresznye utca – Monostorpályi út – Mikepércsi út – Homokkerti felüljáró                              |
| 2005-től  | Nagyállomás – Széna tér | Homokkerti felüljáró – Mikepércsi út – Leiningen utca – Alma utca – Kaskötő utca   | Cseresznye utca – Monostorpályi út – Alma utca – Leiningen utca – Mikepércsi út – Homokkerti felüljáró |

## Megállóhelyei
| 0  | Nagyállomás végállomás | 14 | 1, 2 5, 5A 10, 10A, 10Y, 14, 16, 18, 21, 30, 30A, 30I, 30N, 37, 39, 42, 42A, 43, 44, 46, 46E, 46H, 47, 47Y, 48, 49, 49Y, 146, A1, Airport1 S506 sebesvonat, gyorsvonat, IC, EC, expresszvonat |
| 2  | Debreceni Erőmű        | 12 | 18, 42, 44, 47, 47Y, 49, 49Y, Airport1 Helyközi buszok |
| ∫  | Leiningen utca         | 11 | 44, 42, 47, 47Y, 49, 49Y, Airport1 |
| 4  | Áchim András utca      | 9  | |
| 5  | Lomnicz utca           | 8  | |
| 6  | Lázár utca             | 7  | |
| 6  | Klauzál Gábor utca     | 6  | |
| 7  | Pajtás utca            | ∫  | 15, 18 |
| 8  | Alma utca              | ∫  | 15, 18 |
| 9  | Kaskötő utca           | ∫  | 15, 18 |
| 10 | Puttony utca           | ∫  | 15, 18 |
| ∫  | Pohl Ferenc utca       | 4  | 15, 18, 48 |
| ∫  | Málna utca             | 3  | 15, 18, 48 |
| ∫  | Ribizli utca           | 2  | 15, 18, 48 |
| ∫  | Cseresznye utca        | 1  | 15, 18, 48 |
| 11 | Széna tér végállomás   | 0  | 15, 18 |